# Aniselytron agrostoides
Aniselytron agrostoides är en gräsart som beskrevs av Elmer Drew Merrill. Aniselytron agrostoides ingår i släktet Aniselytron och familjen gräs.
Artens utbredningsområde är Filippinerna. Inga underarter finns listade i Catalogue of Life.